# Николай (Голубев)
Епи́скоп Никола́й (в миру Влади́мир Ива́нович Го́лубев; 22 марта (3 апреля) 1862, погост Фролы, Галичский уезд, Костромская губерния — 5 декабря 1929, село Ширяево, Кинешемский район, Ивановская промышленная область) — епископ Русской православной церкви. С начала 1928 года пребывал в оппозиции Заместителю Патриаршего местоблюстителя митрополиту Сергию; с июня 1929 года был участником иосифлянского движения, в котором имел титул епископа Кинешемского.

## Биография
Родился 22 марта 1862 года на погосте Флоры, что при Галичском озере, Галичского уезда Костромской губернии (ныне Нерехтский район, Костромская область) в семье священника Иоанна Владимировича Голубева, настоятеля местной Флоровской церкви.
Учился в Костромской духовной семинарии.
В 1884 году назначен псаломщиком Спасской церкви, что на реке Сендеге.
В 1885 году переведён на аналогичную должность в село Теляково Галичского уезда.
В том же году поставлен в сан диакона, после чего до 1890 года служил диаконом Троицкой церкви села Одоевское.
В 1900 году стал священником, после чего служил в храме села Ширяево Семёновского уезда Костромской губернии. Кроме того, он состоял законоучителем здешнего земского училища.
После революции 1917 года ушёл за штат, но через год вернулся к служению и организовал приход в селе Ново-Спасском, где его стараниями был построен небольшой храм.
В 1920 году перешёл служить в село Загарье Кинешемского уезда (ныне не существует) и здесь в течение двух лет занимался организацией прихода и строительством храма. В Кинешме познакомился с епископом Василием (Преображенским). Тот пригласил его служить в Вознесенскую церковь. Епископ вполне оценил твёрдость убеждений священника и верность его церковным канонам.
По воспоминаниям Елены Фирсовой, духовной дочери епископа Василия, в 1921—1922 годах снимал комнату в доме Поповых, с которыми был духовно близок: «Помню, как о. Владимир приходил из храма после всенощной, благословив скудную пищу на столе, садился с нами за стол, и за чаем из самовара много нам рассказывал о приехавшем в Кинешму и служившем псаломщиком в Вознесенском храме Вениамине Сергеевиче Преображенском».
Когда епископ Василий вернулся из ссылки, то он навестил протоиерея Владимира в Ширяеве, где у того была устроена домашняя церковь, которую епископ Василий по просьбе его освятил.
В 1924 году арестован и обвинён в «антисоветской агитации», после освобождения в 1926 году принял монашеский постриг с именем Николай.

### Епископ Ветлужский
В октябре 1926 поехал в Нижний Новгород и здесь встретился с Заместителем Патриаршего Местоблюстителя митрополитом Сергием (Страгородским), который убедил его принять сан епископа и стать его викарием.
Через несколько дней в Крестовоздвиженском монастыре состоялась его хиротония во епископа Ветлужского, викария Нижегородской епархии, которую совершили: митрополит Сергий (Страгородский), епископ Василий (Преображенский) и епископ Александр (Щукин).
Был противником «Декларации» митрополита Сергия и Временного Патриаршего Священного Синода при нём от 29 июля 1927 года. Подал прошение митрополиту Сергию с просьбой уволить за штат. 12 февраля 1928 года прошение было удовлетворено.

### Уход в оппозицию митрополиту Сергию
После ухода на покой предался служению в своей домовой церкви в селе. На его службы в маленький домик в лесу собиралось до трёхсот человек. Вблизи домика была выкопана пещера, в которой имели возможность останавливаться и многочисленные богомольцы.
Появление в феврале 1928 года письма ярославских архиереев во главе с Агафангелом (Преображенским) обнадёжило епископа Николая и вселило надежду на организацию авторитетной оппозиции митрополиту Сергию. Он стал приглашать к себе священников Кинешемского викариатства и объяснять им неправоту декларации. Священники проявляли осторожность и не спешили присоединиться к епископу.

### Иосифлянский епископ Кинешемский
В 1929 году поехал в Петербург к епископу Гдовскому Димитрию (Любимову), возглавлявшему иосифлянское движение после ареста Иосифа (Петровых). 18 июня получил епископа Димитрия документ о своём принятии в молитвенное и каноническое общение и назначение на Кинешемскую кафедру: «Предъявитель сего Епископ Николай Голубев, бывший Ветлужский, ныне состоящий на покое, принадлежит к Православной Церкви, возглавляемой Митрополитом Петром, и состоит в каноническом общении с Митрополитом Иосифом. Временно Управляющий Ленинградской епархией Архиепископ Димитрий Гдовский. 1 июня 1929 г».
Ближайшим помощником епископа Николая являлся бывший викторианин, в августе 1928 году приехавший из Вятки священник Александр Яковлев. В материалах следственного дела сказано, что епископ Николай за богослужением ввёл формулу поминовения «О страждущих заключённых митрополитах и епископах Петре, Иосифе, Василии и других», а во время проповедей неоднократно говорил верующим: «Как гражданин лоялен к советской власти, но как верующий не могу признать таковую, как разрушающую религию». При обыске у него были изъяты тексты двух молитв, полученных от епископа Василия и архиепископа Димитрия. В одной из них говорилось: «Даждь Господи, Церковь Российскую правити. Злые волки далече отогнати и козни их сокрушити. Подаждь всем, иже во власти суть разум и страх твой, сохрани люди твоя от тлетворных учений, ереси и неверия».
7 сентября 1929 года арестован вместе с прочими кинешемские иосифлянскими священнослужителями. Они проходили по делу Ярославской церковно-монархической организации «Истинное Православие». Епископ Николай в тюрьме держался решительно и своих взглядов не скрывал: «Советская власть — это незаконная власть, она только угнетает Церковь. Но всё равно она недолговечна, ей не удастся долго продержаться».
В тюрьме епископ Николай тяжело заболел, положение его становилось безнадёжным, и 21 октября он был освобождён и уехал к себе в Ширяево (ныне Островского района Костромской области), где и умер 5 декабря 1929 года. Его похоронили в лесу, неподалёку от села Ширяево, рядом с домашней церковью.
Судопроизводство, между тем, продолжалось. 3 января 1930 года коллегия ОГПУ слушала дело по обвинению архиепископа Варлаама (Ряшенцева), епископа Николая (Голубева), архимандрита Сергия (Озерова) и других, всего тридцати трёх человек. Суд приговорил лишить епископа Николая права проживания в шести городах и прилегающих к ним областях с прикреплением к определённому месту жительства.